# Almir Gabriel
Almir José de Oliveira Gabriel ComMM (Castanhal, 18 de agosto de 1932 — Belém, 19 de fevereiro de 2013) foi um médico e político brasileiro filiado ao Partido Trabalhista Brasileiro (PTB). Pelo Pará, foi governador durante dois mandatos, senador e secretário de Saúde nos governos Alacid Nunes e Jader Barbalho, além de prefeito da capital Belém.

## Biografia
De origem libanesa e filho de Inácio Cúri Gabriel e de Palmira de Oliveira Gabriel, Almir Gabriel nasceu em Belém do Pará no dia 18 de agosto de 1932. Formado em medicina pela Universidade Federal do Pará (UFPA) em 1956, ao longo da graduação participou do movimento estudantil como presidente do diretório acadêmico (1954-1955) e como vice-presidente da União Acadêmica Paraense (1955). Após se formar, tornou-se médico da Petrobras (1957) e iniciou curso de especialização em cirurgia torácica no Serviço Nacional de Tuberculose, no Rio de Janeiro, concluído em 1958.
De volta à Belém, dirigiu o Hospital Universitário João de Barros Barreto entre 1962 e 1965, à época conhecido como Sanatório Barros Barreto. Em 1966 especializou-se em cirurgia cardiovascular no Instituto de Cardiologia da Secretaria de Saúde Pública e da Assistência Social do Estado de São Paulo e, em 1971, retornou à direção do Sanatório Barros Barreto onde permaneceu por mais cinco anos. Já em 1975, fez cursos de segurança nacional e desenvolvimento na Associação dos Diplomados da Escola Superior de Guerra (ADESG) de Belém.
Além disso, Almir Gabriel foi casado com Maria do Socorro França Gabriel, com quem teve quatro filhos, e faleceu em 19 de fevereiro de 2013 no município de Belém, então com 80 anos de idade, vítima de falência múltipla dos órgãos após um quadro de enfisema pulmonar e insuficiência cardíaca.

## Trajetória política
Almir Gabriel iniciou sua trajetória política em 1977 ao ser nomeado diretor da Divisão Nacional de Pneumologia Sanitária do Ministério da Saúde, onde permaneceu até 1979. Em 1978 assumiu também como secretário interino da Secretaria Nacional de Programas Especiais de Saúde, sendo recrutado pelo governador Alacid Nunes logo em seguida para ocupar o cargo de secretário de Saúde do Pará, entre março de 1979 e setembro de 1983.
Em 1983 foi nomeado prefeito de Belém pelo então governador Jader Barbalho, mesmo ano em que foi autor do anteprojeto que criou o Instituto de Previdência Parlamentar do município de Belém, que garantia aos vereadores aposentadoria após oito anos de mandato. No ano seguinte filiou-se ao Partido do Movimento Democrático Brasileiro (PMDB), deixando a prefeitura da capital paraense em janeiro de 1986.
Nas eleições de novembro de 1986, Almir Gabriel elegeu-se senador pelo PMDB com 463 774 votos, tornando-se apto a participar da Assembleia Nacional Constituinte (ANC) que elaborou a Constituição brasileira de 1988. Empossado em 1° de fevereiro de 1987, foi indicado pelo líder do PMDB, Mário Covas, como relator da Comissão da Ordem Social, que tratava de questões ligadas ao direito dos trabalhadores, saúde, seguridade, meio ambiente, e minorias. Ainda no mesmo ano foi titular da Comissão de Sistematização e suplente da Subcomissão da Ciência e Tecnologia e da Comunicação, da Comissão da Família, da Educação, Cultura e Esportes, da Ciência e Tecnologia e da Comunicação da ANC.

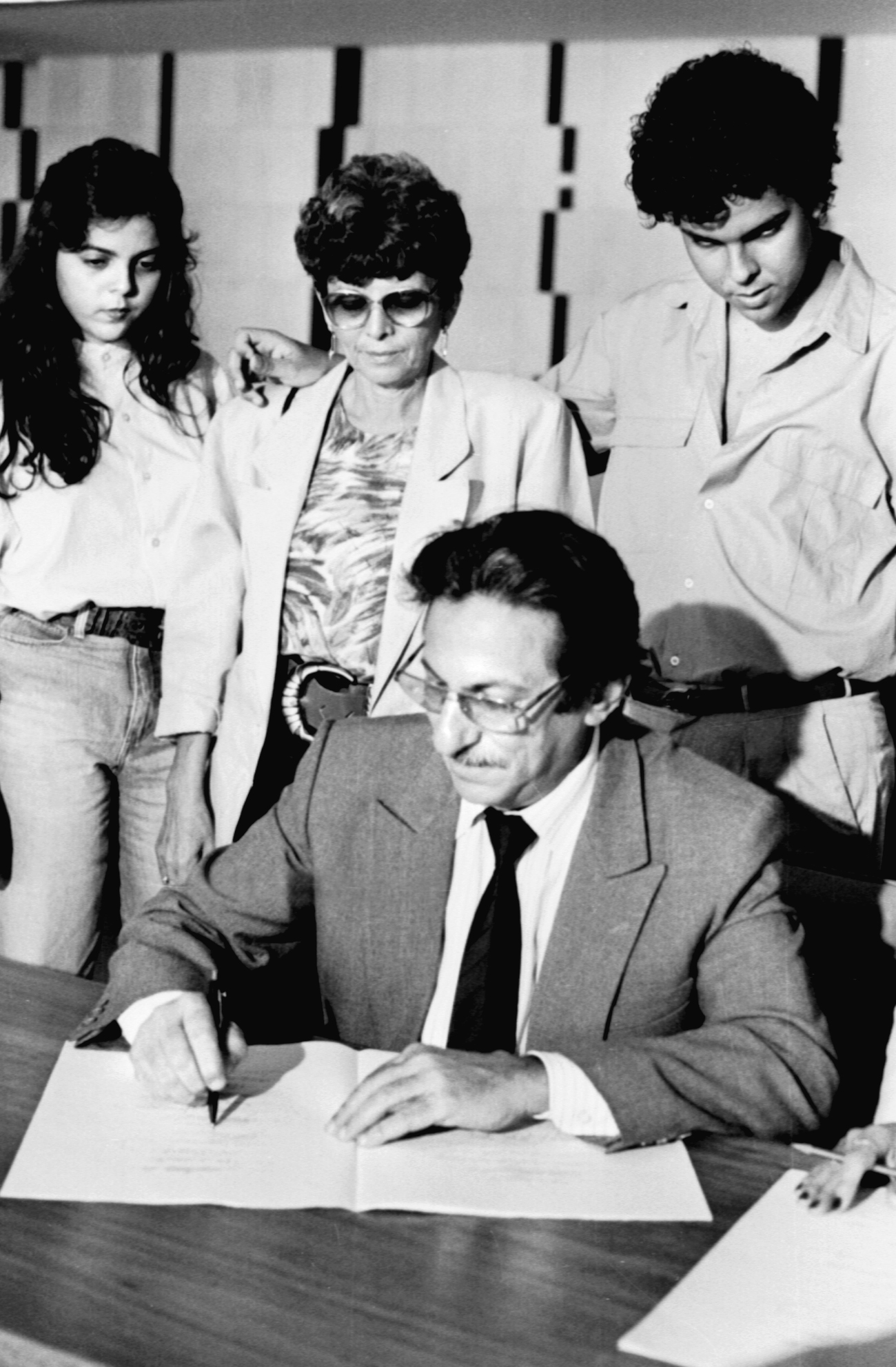
Assinatura da Constituição em 29 de setembro de 1988 pelo senador Almir Gabriel, ao lado de sua esposa e filhos.

Nas votações da Constituinte, Almir Gabriel pronunciou-se a favor do rompimento de relações diplomáticas com países praticantes de política de discriminação racial, do mandado de segurança coletivo, da jornada semanal de 40 horas, do turno ininterrupto de seis horas, do aviso prévio proporcional, da nacionalização do subsolo, da limitação dos juros reais a 12% ao ano, da proibição do comércio de sangue, da criação de um fundo de apoio à reforma agrária e da desapropriação de áreas consideradas produtivas para fins de reforma agrária. Além disso, foi contra a legalização do jogo do bicho, o mandato de cinco anos para o presidente José Sarney, o presidencialismo e o monopólio da distribuição do petróleo. Após a promulgação da nova Carta Constitucional em 5 de outubro de 1988, voltou a participar dos trabalhos legislativos ordinários do Senado, atuando como relator-geral da Comissão Mista de Orçamento ainda no mesmo ano.
Em 1989 filiou-se ao Partido da Social Democracia Brasileira (PSDB), agremiação surgida em junho do ano anterior a partir do descontentamento de alguns parlamentares, sobretudo peemedebistas, com o resultado das votações da Constituinte. Em novembro do mesmo ano, nas eleições diretas para presidente da República, foi candidato a vice-presidente na chapa de Mário Covas (PSDB). Alcançando a soma de 7 790 392 votos (o equivalente a 11,51% dos votos válidos), ficou em quarto lugar, atrás de Fernando Collor de Melo, do Partido da Reconstrução Nacional (PRN), de Luiz Inácio Lula da Silva, do Partido dos Trabalhadores (PT) — que passaram para o segundo turno, em dezembro, quando Collor saiu vitorioso — e de Leonel Brizola, do Partido Democrático Trabalhista (PDT).
Nas eleições de outubro do ano seguinte, Almir Gabriel concorreu ao governo do Estado do Pará pela coligação Frente Popular Novo Pará, resultado da aliança entre PSDB, Partido Socialista Brasileiro (PSB), Partido Comunista Brasileiro (PCB), Partido Comunista do Brasil (PCdoB), PDT e PT. Com a vitória de Jader Barbalho (PMDB), obteve o terceiro lugar ao angariar 230 242 votos (o equivalente a 16,28% dos votos válidos) e retornou ao exercício do seu mandato como senador. Em julho de 1994, como senador, Gabriel foi admitido pelo presidente Itamar Franco à Ordem do Mérito Militar no grau de Comendador especial.
Nas eleições de outubro de 1994, Almir Gabriel concorreu novamente ao cargo de governador do Pará na legenda do PSDB em coligação com o Partido da Frente Liberal (PFL), PDT, Partido Trabalhista Brasileiro (PTB), Partido Popular Socialista (PPS), PSB, PCB e PCdoB. Na disputa do primeiro turno, Almir Gabriel ficou em segundo lugar ao alcançar a soma de 458 000 votos (o equivalente a 37,21% dos votos válidos) contra 471.165 votos de Jarbas Passarinho (PPR). Já no segundo turno, Almir Gabriel obteve o apoio do PT, cujo candidato, Valdir Ganzer, ficara em terceiro lugar no primeiro turno, e angariou 870 827 votos (o equivalente a 62,73% dos votos válidos), vencendo as eleições. Tomando posse ao cargo em 1° de janeiro de 1995, já no primeiro mês de mandato solicitou recursos federais para finalizar obras de grande porte, como a rodovia Transamazônica, a Usina Hidrelétrica de Tucuruí, entre outras.
Nas eleições de outubro de 1998, Almir Gabriel disputou a reeleição pela coligação União pelo Pará composta pelos partidos: PSDB, PTB, PPS, Partido Progressista Brasileiro (PPB), Partido Liberal (PL), Partido Verde (PV), Partido Social Cristão (PSC), Partido da Mobilização Nacional (PMN), Partido Social Democrático (PSD) e Partido Trabalhista do Brasil (PTdoB). Angariando 773 185 votos (o equivalente a 44,54% dos votos válidos), seguiu para a disputa do segundo turno ao lado do segundo colocado Jader Barbalho. Já no segundo turno, a chapa de Almir Gabriel alcançou a soma de 981 409 votos (o equivalente a 53,89% dos votos válidos) e venceu a disputa pelo governo do Estado do Pará.
Após quatro anos afastado da vida pública, Almir Gabriel voltou à cena política novamente como candidato ao governo do Estado nas eleições de 2006 tendo Valéria Pires Franco como candidata a vice-governadora pela coligação "União pelo Pará", que incluía 15 partidos: PSDB, PFL, PTB, PSC, PL, PV, PTdoB, PMN, Partido Progressista (PP), Partido dos Aposentados da Nação (PAN), Partido Renovador Trabalhista Brasileiro (PRTB), Partido Humanista da Solidariedade (PHS), Partido Trabalhista Cristão (PTC), Partido Republicano Progressista (PRP) e Partido de Reedificação da Ordem Nacional (PRONA). A eleição foi decidida no segundo turno, com a vantagem inicial de Almir Gabriel, que, no 1º turno, recebeu 43,82% dos votos válidos (1 370 272 votos), contra 37,52% (1 173 079 votos) da candidata Ana Julia Carepa (PT). No segundo turno, Ana Júlia Carepa recebeu 54,92% dos votos (1 673 648 votos), derrotando o ex-governador que alcançou apenas 45,07% dos votos válidos (1 373 474 votos).
Além disso, em 2009 Almir Gabriel abandonou o PSDB e, em 2011, filiou-se ao PTB, chegando a ter o seu nome cogitado para concorrer à prefeitura de Belém no pleito de 2012. Não chegou, porém, a concorrer.

### Desempenho em eleições
| Ano  | Eleição                | Coligação                                                                     | Partido | Candidato a     | Votos                                                          | %                                            | Resultado  |
| ---- | ---------------------- | ----------------------------------------------------------------------------- | ------- | --------------- | -------------------------------------------------------------- | -------------------------------------------- | ---------- |
| 1986 | Estadual no Pará       | Sem coligação                                                                 | PMDB    | Senador         | 463 774                                                        | —                                            | Eleito     |
| 1989 | Presidencial no Brasil | Sem coligação                                                                 | PSDB    | Vice-presidente | 7 790 392 (4º)                                                 | 11,51                                        | Não Eleito |
| 1990 | Estadual no Pará       | PSDB, PSB, PCB, PCdoB, PDT e PT                                               | PSDB    | Governador      | 230 242 (3º)                                                   | 16,28                                        | Não Eleito |
| 1994 | Estadual no Pará       | PSDB, PFL, PDT, PTB, PPS, PSB, PCB e PCdoB                                    | PSDB    | Governador      | 458 000 (2º - Primeiro turno) 870.827 (1º - Segundo turno)     | 37,21 (Primeiro turno) 62,73 (Segundo turno) | Eleito     |
| 1998 | Estadual no Pará       | PSDB, PTB, PPS, PPB, PL, PV, PSC, PMN, PSD e PTdoB                            | PSDB    | Governador      | 773 185 (1º - Primeiro turno) 981.409 (1º - Segundo turno)     | 44,54 (Primeiro turno) 53,89 (Segundo turno) | Eleito     |
| 2006 | Estadual no Pará       | PSDB, PFL, PTB, PSC, PL, PV, PTdoB, PMN, PP, PAN, PRTB, PHS, PTC, PRP e PRONA | PSDB    | Governador      | 1 370 272 (1º - Primeiro turno) 1 373 474 (2º - Segundo turno) | 43,82 (Primeiro turno) 45,07 (Segundo turno) | Não Eleito |

## Controvérsias
Almir Gabriel tornou-se conhecido internacionalmente por um escândalo conhecido como Massacre de Eldorado do Carajás, um dos principais conflitos agrários do Brasil e que ocorreu durante seu primeiro mandato à frente do governo do Estado do Pará, em 1996. No episódio, a Polícia Militar do Estado do Pará recebeu ordem para desocupar a estrada entre Marabá e Parauapebas, obstruída por cerca de 3,5 mil trabalhadores sem-terra. O confronto entre a polícia e os manifestantes deixou 19 mortos (muitos deles com sinais de execução), e 80 feridos, dos quais 69 eram sem-terra e 11 eram policiais.
Apesar de nunca ter sido responsabilizado formalmente pelo ocorrido, Almir Gabriel era apontado pelo Movimento dos Trabalhadores Rurais Sem Terra (MST) como mandante, uma vez que, supostamente, teria saído do então governador a ordem dada ao secretário de Segurança Pública para desobstruir à força a rodovia.